# Lantz Järn & Metall
Lantz Järn & Metall AB är ett svenskt familjeägt handels- och industriföretag.
Lantz Järn & Metall grundades som enskild firma 1998 av Daniel Sven Lantz och har säte i Stockholm. Det bedriver skrot- och metallåtervinning i Sollentuna, Årsta och Boxholm.
Företaget har en fragmenteringsanläggning i Norrköping och Tierps järnbruk i Tierp är sedan 2010 ett dotterföretag till Lantz Järn & Metall. 
Tierps järnbruk, tidigare Aug. Stenborgs Gjuteri & Fabriksaktibolag, grundades 1894 av August Stenborg och tillverkade jordbruksredskap som plogar och vältar och framför allt en 1897 patenterad fjäderharv, den så kallade "Stenborgs Nya Svenskharv". År 1907 uppfördes ett grå- och segjärnsgjuteri, vilket från 1920-talet har tillverkat brunnslock och annat gatugods, vilket numera står för huvuddelen av försäljningen. Tierps järnbruk har tillverkat gamla Riksarkivets spiraltrappa i gjutjärn och stolparna kring Fyrisån i Uppsala.
Lantzgruppen har omkring 100 anställda.